# Tost (miejscowość)
Tost – miejscowość w Hiszpanii, w Katalonii, w prowincji Lleida, w comarce Alt Urgell, w gminie Ribera d’Urgellet.
Według danych INE w 2020 roku liczyła 9 mieszkańców – 3 mężczyzn i 6 kobiet. 